# Ozero Stanovoye (saltsjö)
Ozero Stanovoye (kazakiska: Stanovoe Köli) är en saltsjö i Kazakstan.   Den ligger i oblystet Nordkazakstan, i den norra delen av landet, 400 km nordväst om huvudstaden Astana. Arean är 31 kvadratkilometer.